# The Songs For the One
《The Songs For the One》은 대한민국의 음악인 신해철의 솔로 앨범이면서 리메이크 음반이자 5집 정규 음반으로, 재즈 장르의 곡 들만 수록했다. 그러나 정규 음반임에도 불구하고, 앨범은 리메이크 음반의 성향이 강한 편이다.

## 앨범
신해철의 데뷔 이후 통산 25번째에 해당하는 앨범이다. 그는 이 앨범에서 모든 반주와 보컬의 동시녹음을 위한 6개월간의 철저한 사전준비 끝에 피터 케이시가 지휘하는 28인조 빅밴드 멤버와 함께 보컬을 한 번에 녹음했으며, 보컬리스트로서의 집중력을 위해 이 앨범의 셀프 프로듀스를 포기하고 프로듀서 박권일을 기용하였다. 녹음은 한국에서 할 예정이었으나 빅밴드와의 협연이 여의치 않아서 결국에는 시드니에서 이루어졌고, 레코딩 기간은 녹음 시작부터 믹스에 이르기까지 단 6일 만에 종료되었다.
수록곡은 신해철을 위해 딸을 선물한 아내에게 헌정하는 의미의 유일한 신곡인 〈Thank you and I love you〉를 제외하고, 과거 발표했던 〈재즈카페〉의 리메이크와 국내외의 명곡들을 수록하였다. 앨범을 발매하고 약 두달 후인 3월 24일과 25일에는 크로스오버 그룹 세바(SEBA)와 함께 연세대학교 백주년 기념관에서 ‘신해철 Jazz scandal with seba’라는 타이틀의 공연을 가지기도 했다.

## 수록곡
| #   | 제목                                 | 작사·작곡                    | 원곡 아티스트                                                  | 재생 시간 |
| --- | ------------------------------------ | ---------------------------- | -------------------------------------------------------------- | --------- |
| 1.  | 〈감격시대〉 (instrumental)          |                              |                                                                | 1:03      |
| 2.  | 〈L-O-V-E〉                          |                              | 냇 킹 콜 (Nat King Cole)                                       | 3:34      |
| 3.  | 〈My Way〉                           |                              | 프랭크 시나트라 (Frank Sinatra)                                | 3:31      |
| 4.  | 〈A Thousand Dreams of you〉         |                              | 원곡자 미상                                                    | 3:29      |
| 5.  | 〈하숙생〉                           |                              | 최희준                                                         | 2:43      |
| 6.  | 〈I Left My Heart In San Francisco〉 |                              | 토니 베넷 (Tony Bennett)                                       | 3:20      |
| 7.  | 〈Moon River〉                       |                              | 조니 머서 (Johnny Mercer), 헨리 맨시니 (Henry Mancini)         | 3:15      |
| 8.  | 〈장미〉                             |                              | 4월과 5월                                                      | 3:23      |
| 9.  | 〈Somethin' Stupid〉                 | C. Carson Parks              | 낸시 시나트라 (Nancy Sinatra), 프랭크 시나트라 (Frank Sinatra) | 2:59      |
| 10. | 〈Thank You And I Love You〉 (신곡)  |                              |                                                                | 4:01      |
| 11. | 〈When October Goes〉                | Johnny Mercer, Barry Manilow | 배리 매닐로 (Barry Manilow)                                    | 4:09      |
| 12. | 〈Sway〉                             |                              | 딘 마틴 (Dean Martin)                                          | 3:47      |
| 13. | 〈아내에게 바치는 노래〉             |                              | 박일남                                                         | 3:44      |
| 14. | 〈재즈 카페〉                        | 신해철                       | 신해철                                                         | 4:38      |
| 15. | 〈You Are So Beautiful〉             |                              | 조 카커 (Joe Cocker)                                           | 2:34      |

## 참여
이 목록은 해당 앨범의 부클릿 〈staff〉목록에서 발췌하였다.
- 신해철 - 이그제큐티브 프로듀서, 보컬, 작사·작곡(10)

| 음악인 - Peter Casey - 지휘 - Paul Panichi, Simon Sweeney, Ralph Pyl, Paul Thorne – 트럼펫 - Anthony kable, Ben Gurton, Mark Barnsley – 트럼본 - Colin Philpott - 베이스 트럼본 - Mark Taylor - 알토 색소폰, 클라리넷, 플루트 - Andrew Robertson - 알토 색소폰, 클라리넷 - Graham Jesse, Adrian Cunningham - 테너 색소폰, 클라리넷 - Stephen Fitzmaurice - 바리톤 색소폰, 베이스 클라리넷 - Vanessa Park, Martyn Hentschel, Li Liu, Aeree Coward, Bing Xia, Dara Daly, Nicholas Parry - 바이올린 - Andrew Marciniak - 바이올린, 비올라 - Charlotte Roberts - violoncello - Casey Poon - Strings Manager - Gerald Masters - 피아노, 건반 - Jonathan Zwarts - 베이스 - Jim Pennell - 기타, 나일론 기타 - Gordon Rytmeister - 드럼 - Tony Azzoparadi - 타악기 - Chris Kamzelas - 기타 - 오희정(뷰티풀 데이즈) - 피쳐링(9) - 이정신 - 피쳐링(10) | 스탭 - 박권일(Siren) - 프로듀서, 추가 믹싱 - Danial Brown(Trackdown Scoring Stage) - 녹음·믹싱 - Jamie Watson, Craig Beckett - 보조 - Simon Leadley - 테크니컬 디렉터 - 박윤정(참꽃 스튜디오), 정택주(Rui 스튜디오), 장영환(Siren) - 추가 보컬 트랙킹, 에디트 - Brian Gardner(Bernie Grundman Mastering) - 마스터링 - Marie Lewis - 프로덕션 매니지먼트 - Peter Casey - tune 편곡, 디텍터 - 한대수 - 다큐멘터리 사진 - 강영호(상상사진관) - 사진 - 김수랑, 목영교(Billybrown) - 디자인, 아트 디렉터 - 차태영, 김연수, 염미현(Style Maker) - 스타일리스트 - Imocean Media - 뮤직비디오 에디트 - 송현주, 성태현, 손상훈 - 아티스트 매니지먼트 - 김봉찬, 박윤선, 곽성미 - 마케팅 - 정동훈, 최춘, 양승선, 최성민, 최승규, 조아름 - 프로모션 |